# Musculus pterygoideus lateralis

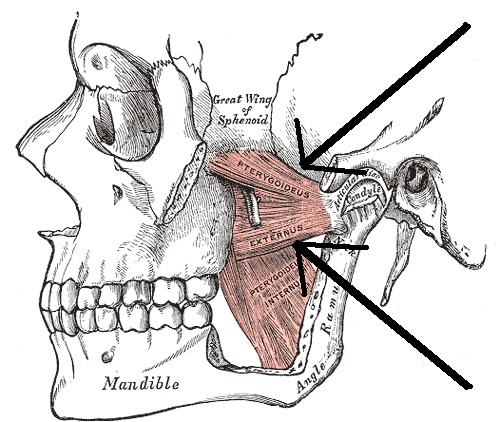
A koponya oldalnézete az arcus zygomaticus és ramus mandibulae eltávolítása után.
A nyilak a m. pterygoideus lateralis két fejét mutatják.

A musculus pterygoideus lateralis egy kétfejű rágóizom az ember koponyáján.

## Eredés, tapadás
A felső fej (caput superius) az ékcsont (os sphenoidale) nagy szárnyának crista infratemporalisáról ered, és az állkapocsízület (articulatio temporomandubularis) tokján, illetve porckorongján tapad.
Az alsó fej (caput inferius) a röpnyúlvány külső lemezéről (lamina lateralis) ered, és az állkapocs (mandibula) hátsó ízületi nyúlványának bemélyedésén (fovea temporalis) tapad.

## Funkció
Az egyetlen rágóizom, amely a száj nyitásához (pontosabban annak bevezető szakaszához) járul hozzá, a musculus temporalis, a musculus masseter, illetve a musculus pterygoideus medialis antagonistája.
Elsődleges funkciója a processus condylaris mandibulae fejének (caput mandibulae), illetve magának az állkapocsnak az előrehúzása a fossa mandibularisból. 
(A száj nyitásáért főleg a nyelvcsont alatti és feletti izmok felelősek, [illetve a gravitáció].)

## Beidegzés, vérellátás
A nervus trigeminus nervus mandibularis törzsének a nervus pterygoideus lateralis ága idegzi be motorosan. Vérellátásáért az arteria maxillaris második főágának (pars pterygoidea) röpnyúlványi ágai (rr. pterygoidei) felelősek.